# Rue de la Huchette
Pour les articles homonymes, voir Huchette (homonymie).
La rue de la Huchette est une voie étroite située dans le 5e arrondissement de la ville de Paris. Elle ne doit pas être confondue avec l'ancienne rue de la Huchette-en-la-Cité, située sur l'île de la Cité.

## Situation et accès
Elle est située entre le boulevard Saint-Michel et la rue du Petit-Pont, en face de la cathédrale Notre-Dame de Paris.
La rue de la Huchette est accessible par la station Saint-Michel de la ligne 4 du métro de Paris et par la gare Saint-Michel - Notre-Dame des RER B et RER C.
Cette rue presque exclusivement piétonne et très prisée par les touristes fait partie du Quartier latin. On y trouve une des concentrations les plus élevées de restaurants de toute la ville de Paris, avec une prédominance pour les spécialités grecques. La rue compte aussi une vie nocturne intense avec pas moins de quatre pubs et de nombreux bars.

## Origine du nom
Son appellation vient d'une enseigne attestée à la fin du XIIIe siècle : La Huchette d'or. Selon l’écrivain Joris-Karl Huysmans, « (…) elle (…) devait le parrainage de son nom à la marque bien connue d’un bon huchier ».

## Historique

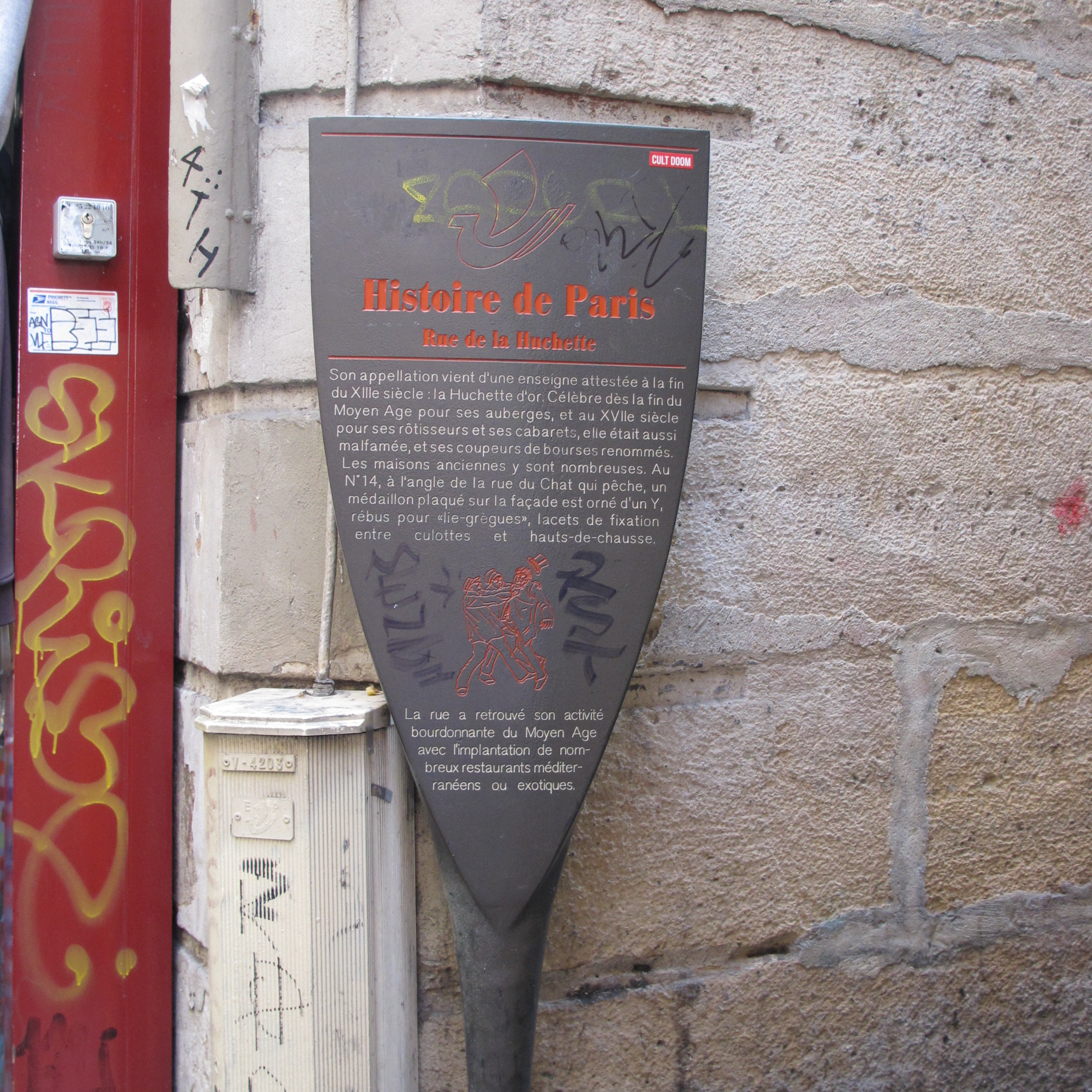
Panneau Histoire de Paris.

La voie est tracée à travers le vignoble du « clos de Laas », vers 1210. Elle prend le nom « rue de Laas ». 

« Célèbre dès la fin du Moyen Âge pour ses auberges, et au XVIIe siècle pour ses rôtisseurs et ses cabarets, cette rue était aussi malfamée, et ses coupeurs de bourses renommés. Les maisons anciennes y sont nombreuses. Au no 14, à l'angle de la rue du Chat-qui-Pêche, un médaillon plaqué sur la façade est orné d'un Y, rébus pour “lie-grègues”, lacets de fixation entre culottes et hauts-de-chausse. La rue a retrouvé son activité bourdonnante du Moyen Âge avec l'implantation de nombreux restaurants méditerranéens ou exotiques . »

Vers 1280-1300, elle est citée dans Le Dit des rues de Paris de Guillot de Paris sous la forme « rue de la Huchete ».
Dans un rôle de 1313, elle est désignée sous le nom de « rue de la Huchette ».
Au XVIe siècle, c’est une des plus belles rues de la rive gauche. Les ambassadeurs de Maximilien Ier, du dey d'Alger et de Venise descendent à l’« hôtel de l’Ange ». Au XVIIe siècle, la voie se spécialise dans le commerce de la rôtisserie et est dénommée « rue des Rôtisseurs »,. L’écrivain Louis-Sébastien Mercier en fait la description dans Tableau de Paris.
Elle est citée sous le nom de « rue de la Huchette » dans un manuscrit de 1636.

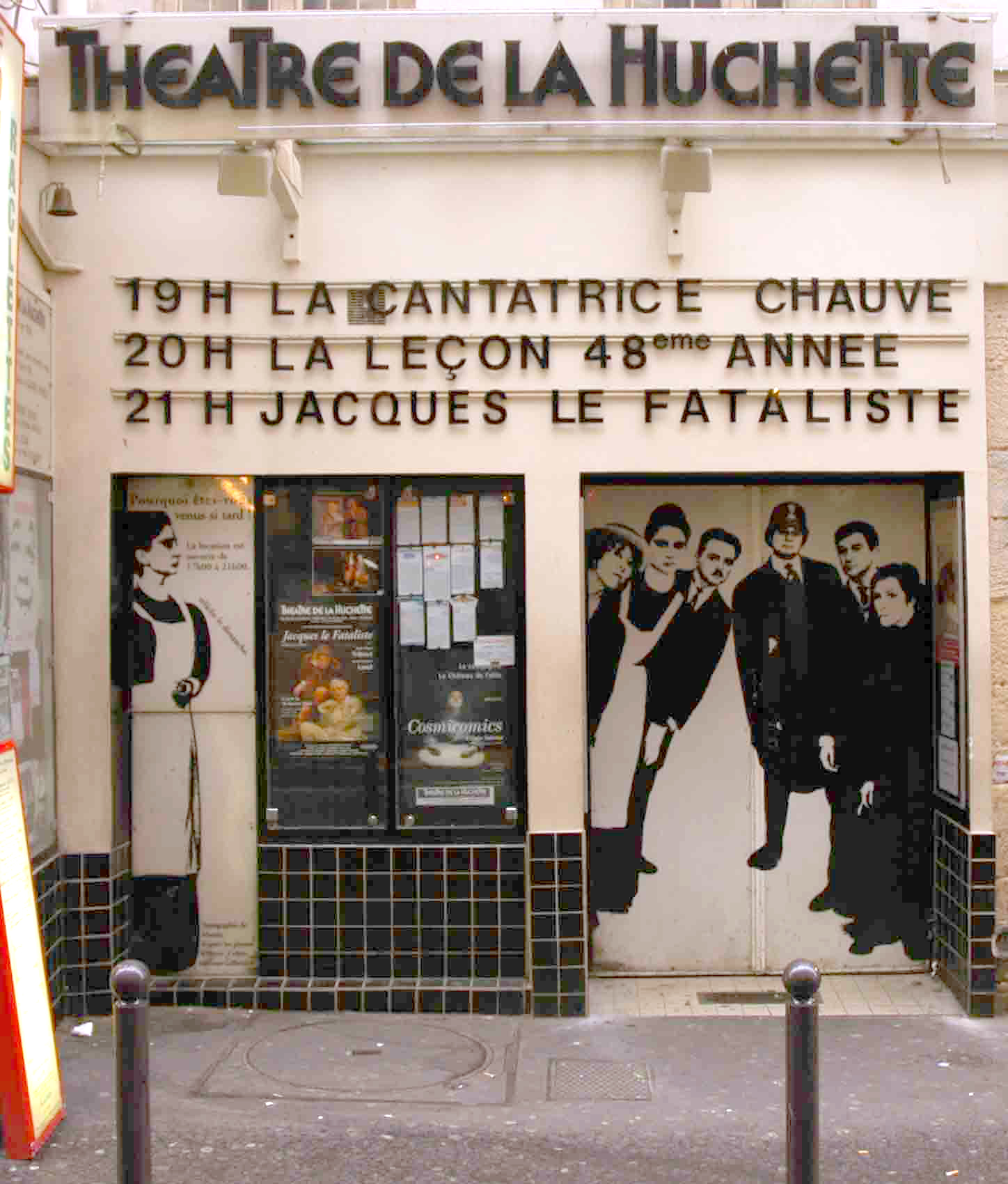
Le théâtre de la Huchette et les pièces au programme.

## Bâtiments remarquables et lieux de mémoire

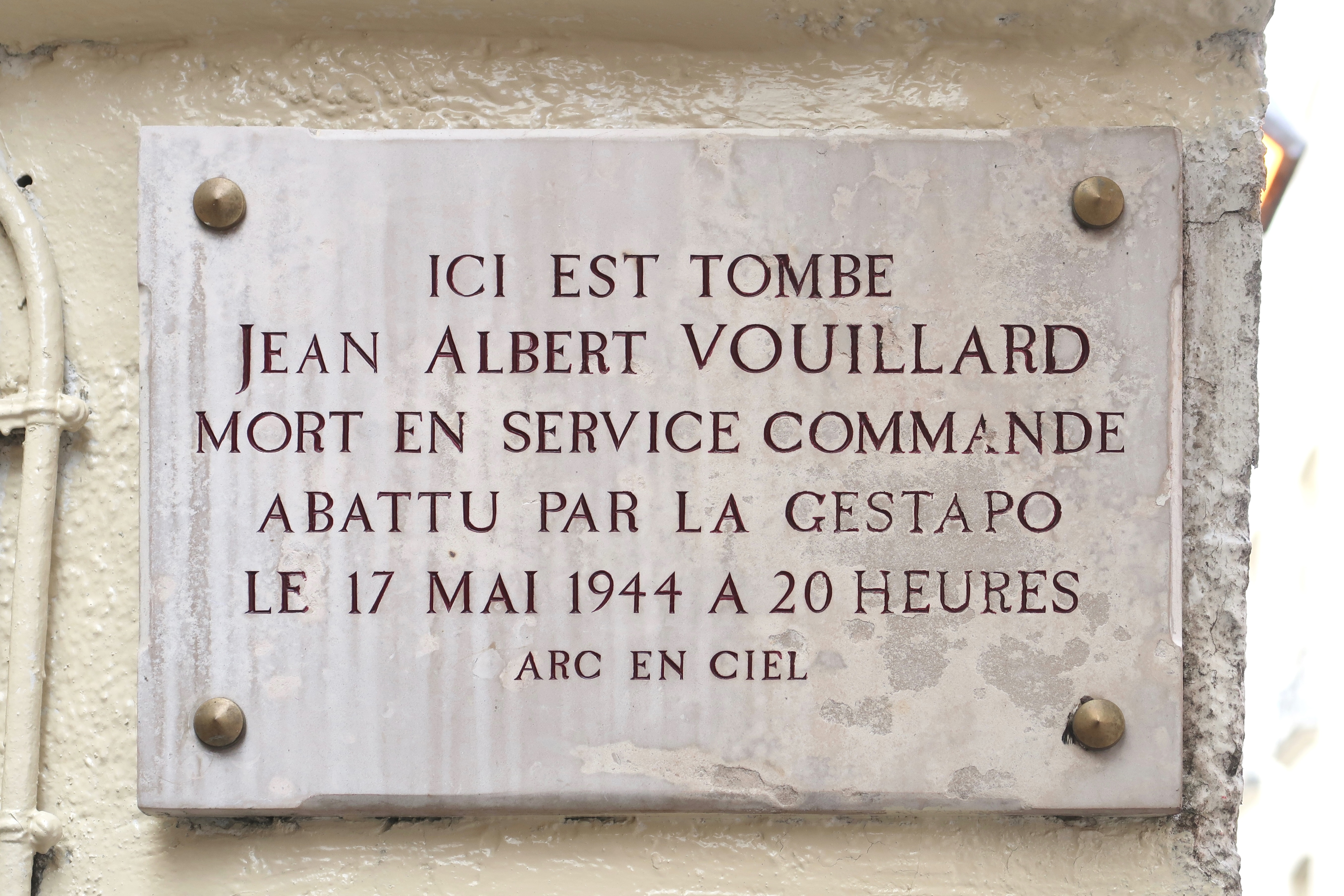
Plaque au no 28.

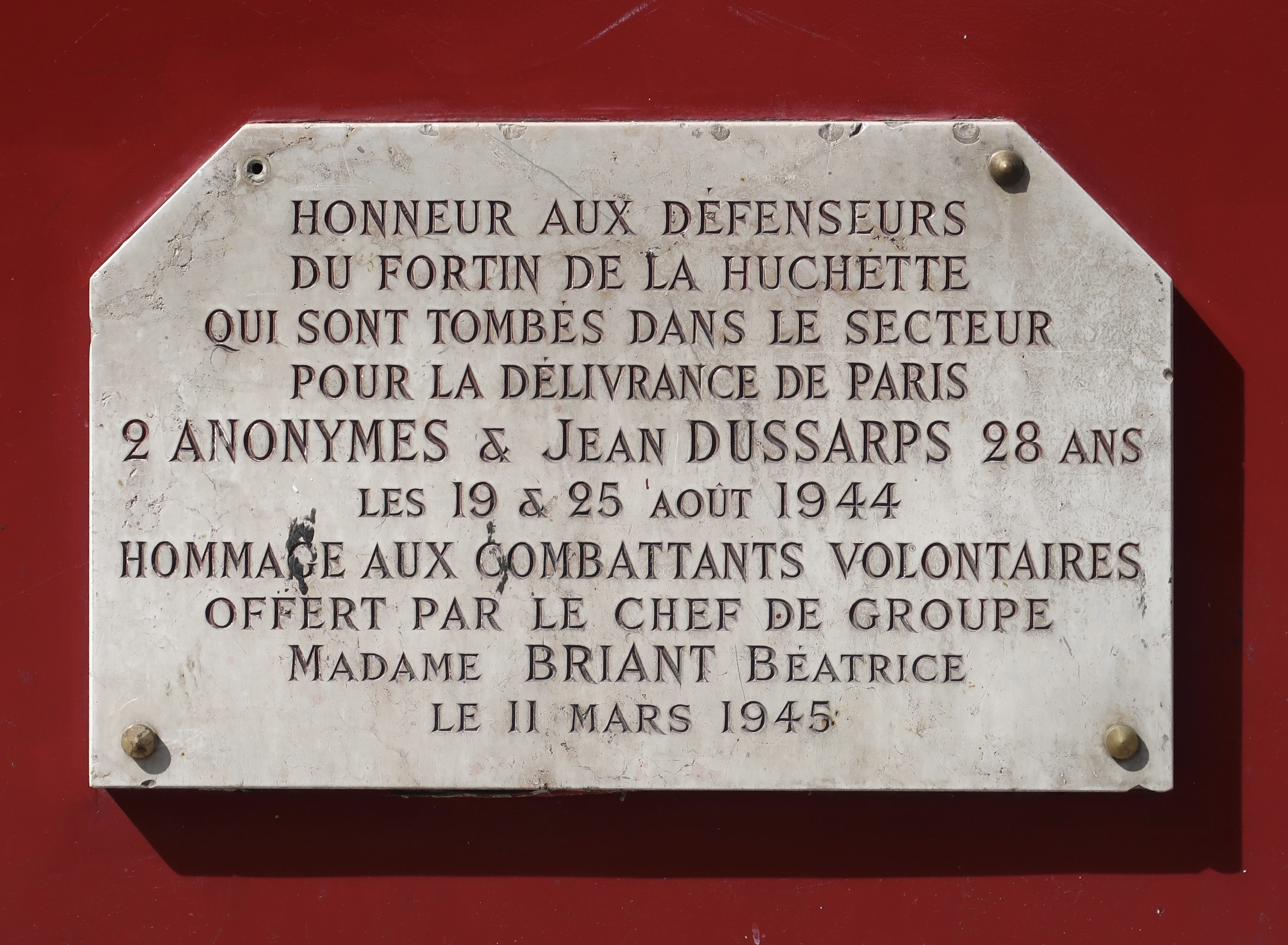
Plaque place du Petit-Pont, au croisement avec la rue de la Huchette, en mémoire du fortin éponyme.

- Le célèbre Aubert (né vers 1769, attesté en vie en 1848), doyen et syndic des chanteurs des rues de Paris, a jadis habité cette rue.
- Charles Aznavour y vécut enfant, ses parents y tenaient un restaurant.
- no 5 : club de jazz Le Caveau de la Huchette.
- no 10 : Napoléon Bonaparte y habita d'août 1794 à juillet 1795[6].
- no 14 : maison construite en 1740-1741. Elle occupe l’emplacement d’un commerce de mercerie-bonneterie dont l’enseigne l’« y » est reproduite, sur la façade à l’entresol[Notes 1], dans un médaillon de marbre et dans ces ferronneries des fenêtres. Un poème, Plaidoyer d’Achille et d’Ajax, du Chevalier Loutaud, paru en 1653, en rappelle la notoriété[7],[8] :

« J’avois aiguilles de Paris 

De « l’y » dedans la Huchette

Où j’en fais toujours emplette ».

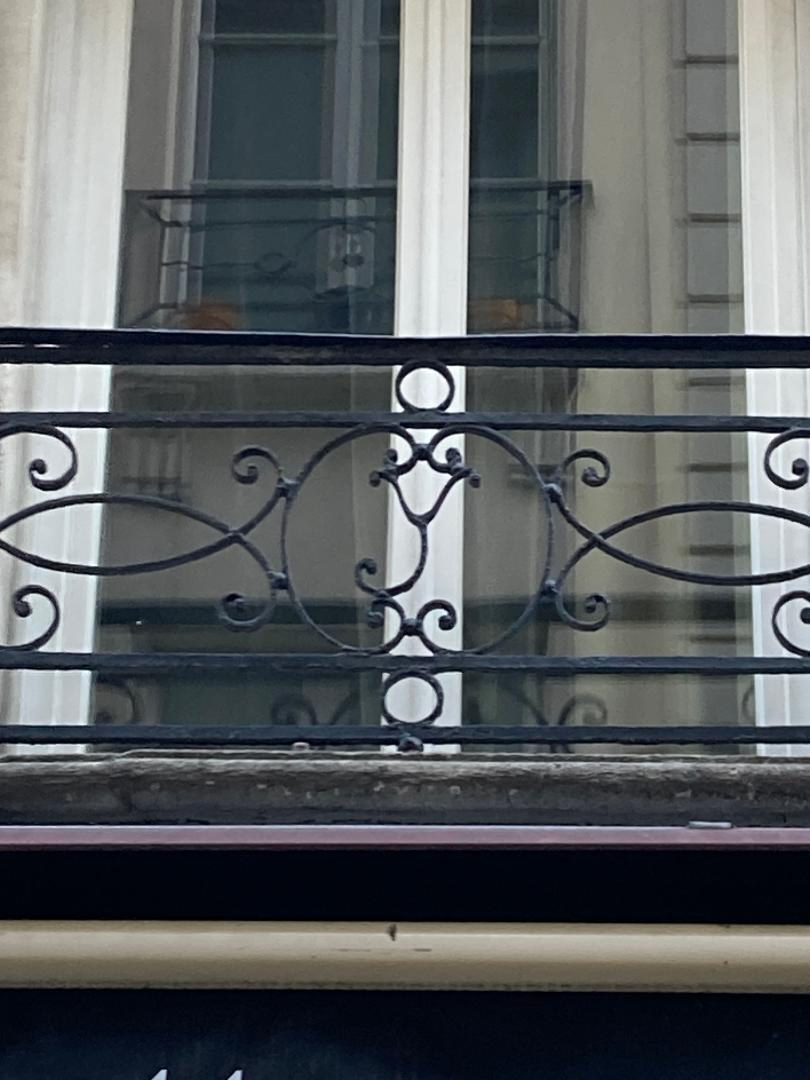
Enseigne de l'« y » dans la ferronnerie du garde-corps.
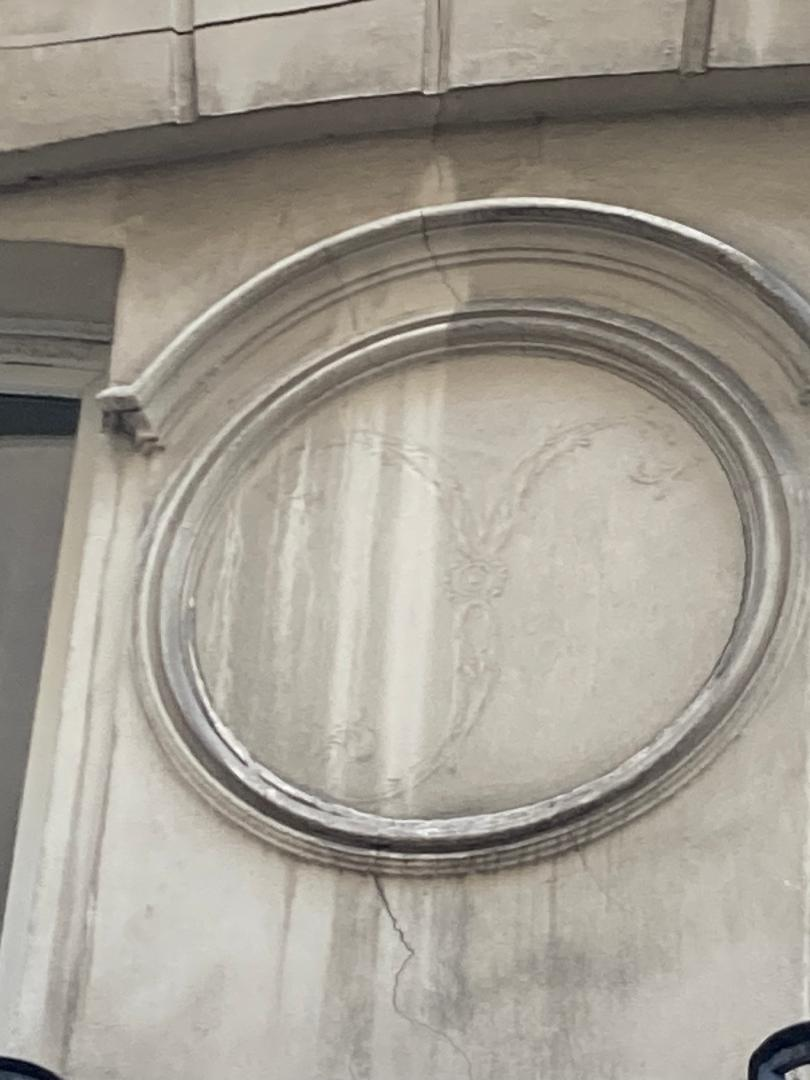
Enseigne de l'« y » sur la façade du no 14.

- no 23 : théâtre de la Huchette, où sont jouées les pièces de théâtre, La Cantatrice chauve et La Leçon d'Eugène Ionesco, sans interruption depuis 1957. Ce théâtre ne doit pas être confondu avec Le Caveau de la Huchette, un club de jazz situé dans la même rue.
- no 28 : hôtel-du-Mont-Blanc. Durant les années 1930, l'écrivain Ernest Hemingway y séjourna plusieurs fois[9]. Une plaque commémorative rend hommage à Jean Albert Vouillard, tué par la Gestapo en mai 1944.
- En août 1944, lors de la libération de Paris, le fortin de la Huchette tenu par les résistants protégeait les abords de la préfecture de police. Une plaque rappelle cet évènement, au croisement avec la place du Petit-Pont.
- Durant les années 1950-1960, elle accueillait les concerts de jazz d'illustres jazzmen, comme Chet Baker.

### Postérité
- La rue de la Huchette est citée dans la chanson Viens Fifine chantée par Jean Gabin[10].

- Frédéric, le soldat démobilisé de La Belle vie de Robert Enrico (1962), loge dans une chambre de bonne au 13 rue de la Huchette.

- Yves Simon lui rend hommage dans sa chanson éponyme.

### Iconographie
- Vue de la rue au XXe siècle par Paul Baudier.